# Heimkehr ins Glück (film, 1933)
Pour les articles homonymes, voir Retour au bonheur.
Pour plus de détails, voir Fiche technique et Distribution.
Heimkehr ins Glück (Retour au bonheur) est un film allemand, produit par Wolf von Gudenberg, de Carl Boese, sorti en 1933 d'après un scénario de Ludwig von Wohl et de d'Haussonville. Il s'agit d'une comédie avec des chansons d'Eduard Künneke et Richard Kessler qui est une apologie joyeuse du divorce.

## Synopsis
Un riche industriel, fabricant de chaussures pour toute l'Europe, est surmené par son travail. Sa femme Liane, jolie et mondaine, flirte avec le baron Schröder. Gruber décide de partir en vacances incognito dans le château qu'il vient d'acheter à Gernsbach dans la Forêt-Noire et qu'il n'a pas encore visité. En chemin, il fait une courte sieste près d'un rivière de montagne et range son luxueux cabriolet au bord de la route.
Amadori, qui gagne sa vie en passant de village en village avec son chien savant et son singe, trouve le luxueux cabriolet et par un quiproquo est intercepté en route par les domestiques du château de Gruber qui le prennent pour le maître de maison, à cause de la voiture. Amadori va passer deux jours au château en se faisant passer pour Gruber.
Entretemps, Gruber a fait la connaissance d'une jeune institutrice, Liesl, qui fait de la moto et qui se trouve être la fille du cordonnier chez qui autrefois Gruber a fait son apprentissage. Une chaste idylle naît entre Liesl et Gruber, mais sa femme décide de le rejoindre, accompagnée de Schröder. Gruber est découvert et Liesl fort chagrinée de découvrir qu'il est marié. Les époux Gruber se rendent au château et découvrent Amadori, mais Gruber décide de se servir de lui (il est aussi prestidigitateur) pour confondre sa femme.
Il rejoint Liesl et décide de divorcer pour la retrouver.

## Commentaire
Ce film joyeux, se déroulant dans la nature allemande, est ponctué de chants populaires. Liesl incarne la jeunesse vivifiante et Gruber, l'homme issu du peuple entreprenant, qui sait se servir du génie d'Amadori, sorte de deus ex machina. Liane en revanche incarne l'Allemagne aristocratique et, selon le scénario, hypocrite et superficielle.

## Fiche technique
- Titre original : Heimkehr ins Glück
- Titre français : Retour au bonheur[1]
- Réalisation : Carl Boese
- Scénario : Ludwig von Wohl,  Graf d'Haussonville
- Musique : Eduard Künneke
- Date de sortie : 
  - Troisième Reich : 18 août 1933
  - France : 9 novembre 1934

## Distribution
- Amadori : Heinz Rühmann
- Gruber : Paul Hörbiger
- Liane : Erika Falgar
- Liesl : Luise Ullrich
- Schröder : Harry Gondi
- l'intendant du château : Paul Heidemann

## Article annexe
- Liste de longs métrages allemands créés sous le Troisième Reich.
- L'impiegata di papà, remake italien, réalisé par Alessandro Blasetti.